# Bad Doberan
Bad Doberan è una città termale tedesca appartenente al circondario di Rostock, nel Land del Meclemburgo-Pomerania Anteriore.

## Geografia fisica
La città si trova a circa 15 km-est da Rostock, circa 50 (ovest) da Wismar, ed a 6 dalle coste del Mar Baltico, dove si trova la maggiore frazione comunale, Heiligendamm, località balneare e sede termale.
Fra gli altri comuni con status di città nell'ambito del circondario, i più vicini sono Kühlungsborn (a nord-ovest, sulle coste baltiche) e Kröpelin (a sud-ovest, nell'entroterra). Nella zona fra i 2 comuni, quello di Bad Doberan lambisce l'area naturalistica di Kühlung.

## Storia
Il primo insediamento risale al 1171, laddove un gruppo di monaci cistercensi insediarono in loco un monastero. Doberan (suo nome originale) rimase un piccolo villaggio fino al 1793, quando il duca di Meclemburgo costruì il primo stabilimento termale tedesco nella frazione cittadina di Heiligendamm. Nel 1921 le venne aggiunto il Bad al nome.
Nel 1932 la città assegnò la cittadinanza onoraria ad Adolf Hitler.
Dal 1990, si svolge ogni estate a Bad Doberan il festival musicale Zappanale, dedicato al musicista rock statunitense Frank Zappa. Tra il 6 e l'8 giugno del 2007, si è svolto nella frazione di Heiligendamm il summit G8 del 2007.

## Monumenti e luoghi d'interesse
- Duomo di Bad Doberan, Uno degli edifici più rilevanti della regione, venne costruito in stile gotico fra il 1232 e il 1368.

## Infrastrutture e trasporti
L'autostrada più vicina (a Rostock) è la A 19 (Berlino)-Wittstock-Rostock, che porta agli imbarchi verso la vicina Gedser, in Danimarca. La principale strada federale che l'attraversa è la Bundesstraße 105 Lubecca-Stralsund. Al riguardo ferroviario Bad Doberan conta una stazione (più una fermata nella vicina frazione Althof) sulla linea Wismar-Rostock. Altra linea ferroviaria che interessa la cittadina è la "Bäderbahn Molli", ferrovia turistica a scartamento ridotto, con trazione a vapore e corse ogni 40 minuti, che la collega alla frazione Heiligendamm ed ai comuni di Wittenbeck e Kühlungsborn. Le stazioni cittadine sono Bad Doberan (DB), Bad Doberan Stadtmitte, Bad Doberan Goethestraße e Bad Doberan-Rennbahn.

## Amministrazione

### Gemellaggi
Bad Doberan è gemellata con
- Bad Schwartau, dal 1989